# Sparkasse Miltenberg-Obernburg
Die  Sparkasse Miltenberg-Obernburg war ein öffentlich-rechtliches Kreditinstitut mit Sitz in Miltenberg und Obernburg am Main in Bayern. Ihr Geschäftsgebiet war der Landkreis Miltenberg.

## Organisationsstruktur
Rechtsgrundlagen waren das Sparkassengesetz, die bayerische Sparkassenordnung und die durch den Träger der Sparkasse erlassene Satzung. Organe der Sparkasse waren der Vorstand und der Verwaltungsrat.

## Geschäftsausrichtung
Die Sparkasse Miltenberg-Obernburg betrieb als Sparkasse das Universalbankgeschäft. Sie wies im Geschäftsjahr 2022 eine Bilanzsumme von 2,131 Mrd. Euro aus und verfügte über Kundeneinlagen von 1,693 Mrd. Euro. Gemäß der Sparkassenrangliste 2022 lag sie nach Bilanzsumme auf Rang 230. Sie unterhielt 24 Filialen/Selbstbedienungsstandorte und beschäftigte 383 Mitarbeiter.

## Sparkassen-Finanzgruppe
Die Sparkasse war Teil der Sparkassen-Finanzgruppe. Sie vertrieb Bausparverträge der LBS, offene Investmentfonds der Deka und vermittelte Versicherungen der Versicherungskammer Bayern. Die Funktion der Sparkassenzentralbank nahm die Bayerische Landesbank wahr.

## Geschichte
Die heutige Sparkasse Miltenberg-Obernburg entstand durch die Fusion der Kreissparkasse Obernburg-Klingenberg mit der Kreissparkasse Miltenberg-Amorbach zum 1. Januar 1988. Vorstandsvorsitzender wurde Hans-Michael Heitmüller, der zuvor die Kreissparkasse Obernburg-Klingenberg geführt hatte.
Die Kreissparkasse Miltenberg-Amorbach entstand 1928 aus dem Zusammenschluss der Distriktsparkasse Amorbach (gegründet 1836) und der Distriktsparkasse Miltenberg (gegründet 1838). Die Kreissparkasse Obernburg-Klingenberg war 1955 aus der Distriktsparkasse Obernburg (gegründet 1839) und der Distriktsparkasse Klingenberg (gegründet 1841) entstanden.
Mit Wirkung zum 1. April 2024 fusionierte die Sparkasse Miltenberg-Obernburg mit der Sparkasse Aschaffenburg-Alzenau zur neuen Sparkasse Aschaffenburg Miltenberg.